# Kunsthochschule Mainz
Die Kunsthochschule Mainz (vormals: Akademie für Bildende Künste Mainz) gehört gemeinsam mit der Hochschule für Musik Mainz zur Johannes Gutenberg-Universität Mainz. Sie ist die einzige Kunsthochschule des Landes Rheinland-Pfalz.

## Geschichte
Die heutige Kunsthochschule geht zurück auf die am 23. Dezember 1757 gegründete kurfürstliche Maler- und Bildhauerakademie. 1785 wurde sie als Zeichnungsakademie der kurfürstlichen Universität angegliedert. 1797 wurde der Lehrbetrieb nach dem Einmarsch der napoleonischen Truppen eingestellt. Diese Unterbrechung dauerte wegen der schwierigen politischen Umstände bis 1841 an, als sie als Handwerker-Zeichenschule wiedereröffnet wurde. Nach der Angliederung einer Musterzeichen- und Modellierschule wurde daraus eine Kunstgewerbeschule, die nach einer Unterbrechung durch den Zweiten Weltkrieg 1946 als Staatliche Bau- und Kunstschule den Lehrbetrieb wieder aufnahm. Weiteren Umstrukturierungen und Namenswechseln (Landeskunstschule, Staatliche Werkkunstschule, Staatliches Hochschulinstitut für Kunst- und Werkerziehung) folgte 1972 die organisatorische Angliederung als teilautonomer Fachbereich an die Johannes-Gutenberg-Universität Mainz. Der Fachbereich trug seit 2001 den Namen Akademie für Bildende Künste. 2010 wurde die Akademie aus der Fachbereichs-Struktur der Universität herausgelöst und erreichte eine höhere Autonomie, sie führt seitdem die Bezeichnung Kunsthochschule Mainz an der Johannes-Gutenberg-Universität.

## Studiengänge
- Freie Bildende Kunst, Abschluss: Diplom für Freie Bildende Kunst, Regelstudienzeit 9 Semester
- Lehramt Bildende Kunst für Gymnasien und Gesamtschulen als Zwei-Fächerstudium (BA/MEd), Abschluss: Master of Education

Beiden Abschlüssen steht die Zulassung zum Meisterschülerstudium durch die jeweilige Fachklassenleitung offen.
In den kunstbezogenen Wissenschaften besteht darüber hinaus die Möglichkeit einer ordentlichen Promotion.

## Fachbereiche
Künstlerische Klassen und Professoren
- Basisklasse (Thomas Schmidt & Heike Aumüller)
- Bildhauerei (Tamara Grcic)
- Bildhauerei (Sabine Groß)
- Bildhauerei (Martin Schwenk)
- Film (John Skoog)
- Fotografie (Judith Samen)
- Malerei (Anne Berning)
- Malerei (Shannon Bool)
- Malerei (Nikolas Gambaroff)
- Medienkunst (Dieter Kiessling)
- Zeichnung (Megan Francis Sullivan)[2][3]
- GRC-Class Freie Bildende Kunst (Parastou Forouhar)

Kunstbezogene Wissenschaften und Professorinnen
- Kunstdidaktik (Carmen Mörsch)
- Kunstbezogene Theorie (Linda Hentschel)